# 頭頂後頭溝
頭頂後頭溝（とうちょうこうとうこう、英: Parieto-occipital sulcus）または頭頂後頭裂（とうちょうこうとうれつ、英: Parieto-occipital fissure）は、大脳の後方にある脳溝のひとつ。頭頂葉と後頭葉の境界を定める。内側面において、これより前方が楔前部、後方が楔部となる。
外側面からはほんの少ししか見えず、後頭極の前方5 cmほどの所に、1.25 cmほどの長さだけ見える。
頭頂後頭溝の大部分は大脳半球の内側面にあり、上方から下方そして前方へと伸びる深いミゾとなっている。下行しながら鳥距溝と合流し、脳梁膨大の下方へと伸びる。多くの場合、内部に隠れた脳回を持つ。

## 画像

頭頂後頭溝の位置を様々な角度から見た動画。赤いラインが頭頂後頭溝。頭頂後頭溝は大脳の後方で頭頂葉と後頭葉の境界を定める。